# Darray
Darray är en bergstopp i Schweiz.   Den ligger i distriktet Entremont och kantonen Valais, i den sydvästra delen av landet, 110 km söder om huvudstaden Bern. Toppen på Darray är 3 514 meter över havet, eller 141 meter över den omgivande terrängen. Bredden vid basen är 0,53 km.
Terrängen runt Darray är huvudsakligen mycket bergig. Närmaste större samhälle är Martigny, 16,0 km norr om Darray. 
I omgivningarna runt Darray växer i huvudsak blandskog. Runt Darray är det glesbefolkat, med 12 invånare per kvadratkilometer.